# Stefano Angeleri
Stefano Angeleri (Castellazzo Bormida, 26 agosto 1926 – Bergamo, 31 gennaio 2012) è stato un allenatore di calcio e calciatore italiano, di ruolo centrocampista.
L'8 maggio 2012, alcuni mesi dopo la sua morte, lo stadio comunale di Castellazzo Bormida (suo paese natale) è stato intitolato a suo nome.

## Caratteristiche tecniche

### Giocatore
Angeleri era un centrocampista, impiegato prevalentemente come mediano in marcatura sulle mezzeali avversarie; talvolta è stato schierato anche come ala destra. Di corporatura esile, era soprannominato Gabbiano per il modo di correre a braccia larghe.

## Carriera

### Giocatore

Stefano Angeleri

Comincia la carriera di calciatore nelle serie minori dei campionati dilettantistici piemontesi, con Ovada e Acqui, prima di trasferirsi nella Vogherese con cui disputa i tornei di guerra e il campionato di Serie B-C Alta Italia 1945-1946. Nell'estate del 1947 approda in massima serie con la maglia della Juventus, presidente Gianni Agnelli: esordisce il 12 ottobre 1947, nella sconfitta per 4-2 sul campo dell'Inter. Nella formazione bianconera gioca per due stagioni, collezionando 47 presenze in Serie A. La Juventus in quel periodo viveva nell'ombra del Grande Torino di Ferruccio Novo e Valentino Mazzola che vinceva tutto.
Nell'estate del 1949 viene trasferito all'Atalanta, nell'affare che porta Giacomo Mari a Torino; la destinazione inizialmente non è gradita, tanto che si pensava che questa fosse una sistemazione provvisoria. Al contrario, a Bergamo, con la maglia neroazzurra dell’Atalanta, rifiorì, rimanendo nelle formazione nerazzurra per undici stagioni consecutive, diventandone il capitano, e fino alla stagione 2010-2011 è stato il giocatore con il maggior numero di presenze con l'Atalanta, superato poi da Gianpaolo Bellini. Vanta comunque il record di presenze in serie A con 281 partite di campionato disputate. Con la maglia nerazzurra ha vinto il campionato di Serie B 1958-1959; l'anno successivo, all'età di 34 anni, è costretto al ritiro a causa di problemi cardiaci.
In carriera ha totalizzato complessivamente 328 presenze e 4 reti in Serie A e 67 presenze in Serie B.

### Allenatore
Al termine della sua carriera agonistica si dedica al ruolo di allenatore, dapprima nel San Pellegrino e poi nelle giovanili dell'Atalanta per quattro stagioni. Nel campionato 1965-1966 viene promosso in prima squadra, in sostituzione dell'esonerato Hector Puricelli, ottenendo la salvezza a fine stagione; viene poi riconfermato fino al termine della stagione 1966-1967, quando viene sostituito da Paolo Tabanelli. Viene tuttavia richiamato a tre giornate dal termine del campionato, ottenendo una nuova salvezza, prima di essere definitivamente esonerato alla ventesima giornata del campionato 1968-1969, quando viene sostituito da Silvano Moro.
Lasciata Bergamo, passa sulla panchina del Parma in Serie D, subentrando al dimissionario Giancarlo Vitali, e con i ducali ottiene la promozione in Serie C, grazie a 15 vittorie su 18 partite disputate. Rimane sulla panchina gialloblu fino alla stagione 1971-1972, quando viene esonerato mentre la squadra è in lotta per la promozione.
Dopo una breve esperienza sulla panchina del Modena (subentrato a Leonardo Costagliola, viene a sua volta sostituito da Armando Cavazzuti), guida per tre stagioni il Seregno e poi passa alla Cremonese, con cui ottiene la promozione in Serie B nel campionato 1976-1977. Riconfermato tra i cadetti, viene esonerato nel corso del girone di ritorno a causa della precaria posizione in classifica, che porterà poi alla retrocessione.
Nelle annate successive torna al Seregno, con cui sfiora la promozione in Serie C1, e poi allena il Casale, sostituendo in autunno l'esonerato Sandro Salvadore: con la formazione nerostellata ottiene la salvezza con alcune giornate di anticipo, tuttavia non viene riconfermato. Dopo una stagione al Pergocrema, nel corso del campionato di Serie C1 1981-1982 viene chiamato alla guida del Sant'Angelo, senza evitarne la retrocessione in Serie C2. L'anno successivo subentra a Pier Luigi Meciani sulla panchina del Piacenza; dopo un buon avvio, la formazione emiliana entra in crisi di risultati, e Angeleri viene esonerato a sei giornate dal termine. Conclude la propria carriera di allenatore sostituendo Agostino Alzani alla guida del Lecco, nel Campionato Interregionale 1985-1986.

## Palmarès

### Giocatore

#### Competizioni nazionali
- Campionato italiano di Serie B: 1

Atalanta: 1958-1959

### Allenatore

#### Competizioni nazionali
- Campionato italiano Serie C: 1

Cremonese: 1976-1977
- Campionato italiano Serie D: 1

Parma: 1969-1970